# 樟树墩镇
樟树墩镇，是中华人民共和国江西省上饶市弋阳县下辖的一个乡镇级行政单位。

## 行政区划
樟树墩镇下辖以下地区：
樟树墩村、直源村、大坝村、火桥村、岩山村和大港村。